# ポップジャム
『ポップジャム』（POP JAM）は、NHK総合テレビジョンで1993年4月10日から2007年3月16日まで、14年間にわたって放送された若者向けの音楽番組である。
総合テレビおよび、海外向け放送のNHKワールド・プレミアムで放送（ステレオ・字幕放送）。また地上デジタル放送ではハイビジョンで放送。通称PJ。記載している時刻は全て日本時間。
番組タイトルの「ポップジャム」は、様々な音楽をジャムする（混ぜる）の意味を表している。

## 概要
1993年4月10日に『ポップジャム'93』として放送開始。東京・渋谷のNHKホールからの公開収録で、J-POPアーティストが数組出演し、ライブパフォーマンスを展開。番組のラストには司会者、ゲスト、ファンらが一体となって「せーの、ポップ、ジャムッ!!」と唱和して締めるのも恒例だった。
1993年の開始当初は月1 - 2回ペース、夕方の1時間番組であった（スペシャルの場合は1時間30分だった）。1995年4月7日よりレギュラー番組に昇格し、放送時間も夕方から金曜深夜へ移動し、これまでの1時間から35分に短縮。また、この年よりタイトルから年号が取れ、番組名を『ポップジャム』に統一。1996年より放送時間を土曜夜11時台へ移動、1997年より時間枠を35分から40分に拡大。土曜日時代、6回に渡って放送時間を変更し、2004年4月2日より金曜深夜枠に再び移動した。なお、14年間で12回も放送時間が変更され、また延べ14組16人もの司会者が担当した。
基本的にはNHK総合での放送だが、全てハイビジョン制作となっていた。また、第1期レギュラーシリーズまではNHKハイビジョンでも放送されていた。アナログハイビジョンの実用化試験放送時代にも総合テレビの放送に先駆けて収録当日に生放送をしていたこともあったが、BSデジタル放送の開始後は総合テレビより数日遅れでの放送に移行し、2006年3月を以って終了した。
『ポップジャム』としてのレギュラー放送を2006年3月10日で終了し、同年5月1日から毎週月曜日22:00 - 22:30のレギュラーの単発特別番組枠である『プレミアム10』の企画の1つとして、番組名を『POP JAM DX』（ポップジャム・デラックス-POP JAM DELUXE）に変更、放送も年間8回予定の不定期放送となり、11年ぶりの単発番組化で再出発、5月1日より毎月第1月曜日に放送。しかしながら、第3回放送（7月3日）を最後にわずか3回で単発放送を取り止め、夏季集中編成明けの9月16日（15日深夜）に新生『POP JAM』（ポップジャム）として、土曜日（金曜日深夜）0:30 - 1:00の週1回のレギュラー放送に復帰したが、2007年3月17日（16日深夜）の最終回スペシャルをもって完全終了となった。
2007年4月6日より、本番組の内容をほぼ引き継ぐ形で、『MUSIC JAPAN』（通称MJ）がスタート、2016年4月3日（4日未明）まで9年に亘って続く。その後、『シブヤノオト』『NAOMIの部屋』を経て2022年度より開始の『Venue101』に引き継がれている。
2008年4月から2009年まで、CS放送・第一興商スターカラオケにて、過去のポップジャム（標準画質版）の放送分から厳選して再放送されていた。
2019年5月から10月にかけて歌謡ポップスチャンネルにてハイビジョン版が再放送された（全12回）。2020年4月から9月に2期レギュラー放送（全12回）。2期より第一興商スターカラオケでは未放送の回が含まれるようになった。スカパー!プレミアムサービスなど、ハイビジョン形式の放送ならハイビジョン画質で視聴可能。
現在も『SONGS』などのNHK音楽番組内での出演アーティストのトークの中で過去のPJ映像が登場することがしばしばある。

## 放送時間
基本編成。
ポップジャム'93（第1シーズン）、ポップジャム'94（第2シーズン）
- 1993年4月 - 1994年3月：土曜17:00 - 17:55（月1 - 2回）[注 3]
- 1994年4月 - 1995年3月：土曜17:00 - 17:54（月1 - 2回）[注 4]

ポップジャム（POP JAM）（第3 - 8シーズン）
- 1995年4月 - 1996年3月：毎週金曜23:30 - 土曜0:05
- 1996年4月 - 1997年3月：毎週土曜23:35 - 日曜0:10
- 1997年4月 - 1998年3月：毎週土曜23:25 - 日曜0:05
- 1998年4月 - 2000年3月：毎週土曜23:00 - 23:40
- 2000年4月 - 2002年3月：毎週土曜22:20 - 23:00
- 2002年4月 - 2003年3月：毎週土曜23:10 - 23:50
- 2003年4月 - 2004年3月：毎週日曜（土曜深夜）0:10 - 0:50
- 2004年4月 - 2005年12月：毎週土曜（金曜深夜）0:15 - 0:55
- 2006年1月 - 3月：毎週土曜（金曜深夜）0:25 - 0:55

POP JAM DX（第9シーズン）
- 2006年5月 - 7月：毎月第1月曜22:00 - 23:25（プレミアム10枠）

POP JAM（第10シーズン）
- 2006年9月 - 2007年3月：毎週土曜（金曜深夜）0:30 - 1:00[注 5]

特別編成、緊急ニュースなどによる対応
NHKの特集番組編成（夏季集中特番編成、年末年始特別編成など）や緊急ニュースなどの場合、放送時間が変更または休止になることもあった。以下、主な例。
- 2001年7月21日 - 特集番組のため深夜（22日未明）0:15 - 0:55の枠で放送される予定だったが、明石花火大会歩道橋事故の緊急ニュースにより、この日の放送は休止となった。なお、この放送予定回（出演：三人祭、7人祭、10人祭、矢井田瞳、w-inds.ほか）を翌週7月28日22:20 - 23:00（通常枠）にて放送し、23:00のニュースを挟み、23:10 - 23:50の枠で、当日通常枠で放送予定だった回（出演：BoA、モーニング娘。、浜崎あゆみほか）を50分遅れで放送した。この日は異例の2本立てによる編成となり、特にモーニング娘。のメンバーが両方の回に出演する形となった。
- 2005年10月21日 - 国会中継（第163回国会（特別国会）・衆議院総務委員会・平成13～15年度NHK決算決議[3]）のため休止（翌週繰り下げ）。
- 2006年11月24日（25日未明） - 国会中継（第165回国会（臨時国会）・参議院本会議・平成17年度決算報告及び質疑[4]、生中継終了の午前11:55から質疑終了・散会の午後12:05までの録画放送）のため12分遅れで放送された（0:42 - 0:12）。
- 2006年12月1日（2日未明） - アジア大会開会式中継のため放送時間が0:30 - 0:50（20分）となり、10分短縮版として放送された。

## 収録
基本的にはNHKホールからの公開収録となっており、1993年の放送開始当初から第1期レギュラーシリーズ時代は全編にわたってホール公開収録（原則2本撮り）方式をとっていた。
#第8シーズン（2005年度）の公開収録からゲストの歌（演奏）部分中心となり、トーク部分はNHKのスタジオで別に収録していた。
なお、1999年ごろから2004年までは年に数回のペースで地方各地での公開収録も行われた。2006年10月2日にはNHK大阪ホール5周年記念として『ミュージック・エクスプレス』（BS2で放送）との併禄による収録が行われた。
また、通常のレギュラー版以外にも、2003年より2005年まで3年間、毎年2月に地方での公開生放送も行ってきた。
2006年度（第9・10シーズン）は、NHKホールで行う公開収録もこれまで行われてきた2本録りが廃止され、放送3回分ならびに『ミュージック・エクスプレス』併録となり、出演アーティストの一部もスタジオ収録となった。また、これまでのNHKホール収録を極力減らし、NHK・CT-101スタジオなどでの収録も増やしていた。

## 司会者など

### 歴代司会者
| 期間      | 期間      | 男性                                        | 女性      | NHK アナウンサー |
| --------- | --------- | ------------------------------------------- | --------- | ---------------- |
| 1993.4.10 | 1994.4.24 | 本木雅弘                                    | （不在）  | （不在）         |
| 1994.4.30 | 1998.3.28 | （不在）                                    | 森口博子  | （不在）         |
| 1998.4.4  | 2000.3.25 | 爆笑問題 （太田光・田中裕二）               | （不在）  | 柘植恵水         |
| 2000.4.1  | 2002.3.9  | 堂本光一                                    | （不在）  | 久保純子*        |
| 2002.3.23 | 2003.3.15 | （不在）                                    | 優香      | 高市佳明         |
| 2003.4.6  | 2005.3.12 | つんく♂                                     | 優香      | 高山哲哉         |
| 2005.4.2  | 2006.3.11 | 西川貴教アンジャッシュ （渡部建・児嶋一哉） | （不在）  | 村上由利子*      |
| 2006.5.1  | 2007.3.10 | （不在）                                    | 安めぐみN | （不在）         |
| 2007.3.17 | 2007.3.17 | 西川貴教                                    | 安めぐみN | 高山哲哉         |

※ 放送時間が0時以降の場合、未明の日付とする。
※ *は当時。
※ Nはナビゲーター。
補足
- 2006年度の収録時の司会は『ミュージック・エクスプレス』との併録のため、河辺千恵子と高山哲哉が務めていた。

### PJ:G
単発番組時代の1993年4月 - 1994年9月に活動した番組内のダンスユニット。番組のマスコット兼バックダンサーも務め、ブレイク前の安室奈美恵や現MAXのメンバー所属のSUPER MONKEY'Sも参加していた。
元々ユニット名は「ポップ・ジャム・ガールズ」の略であったが、中盤で男性メンバーも加入し、混合ユニットとなった。
なお、メンバーは次の通り。
- GWINKO
- SUPER MONKEY'S
  - ナミエ（安室奈美恵）
  - ナナコ（Nana・沢詩奈々子）
  - ミナコ（Mina・天久美奈子）
  - ヒサコ（新垣寿子）
- b'Rouge
  - ミッキー
  - 黒沢律子
- 北原歩
- 角田智美
- SHY
  - 北岡駿基
  - 石川博幸
- 川野陽之介
- 布宮博史

## 各シーズン概要

### 単発番組時代

#### ポップジャム'93/'94（第1シーズン）
初代司会者・本木雅弘時代。
第1回放送は1993年4月10日17:00 - 17:55。当時は月1 - 2回ペースの単発での放送だった。
オープニングムービーは青色のモノクロ映像で、本木の顔のアップが徐々に大きくなって行き、頬の部分に『ポップジャム'93』のロゴが表示される仕組みだった。当時は全体的に暗めの階段を模したセットだった。オープニングでは雷の演出の中でPJG（ポップ・ジャム・ガールズ）のダンスによって開幕。
1993年5月1日には初のスペシャル版として『特集・ポップジャム'93』が16:30 - 17:59の枠で放送された。以後、8月28日、12月4日と3回放送された。
1993年7月31日には初の総集編が16:30 - 17:59の枠で放送された。
本木司会時代の最終放送は1994年4月24日16:30 - 17:59に放送された。

#### ポップジャム'94/'95（第2シーズン）
第2代司会者・森口博子時代。
第2シーズンから森口が司会者に就任するとともに、番組のロゴやオープニングムービー、テーマも一新。スタジオセットがトロピカルムードなものに変わり、明るい仕上がりとなった。また、オープニングテーマの演奏を兼ねてBINGO BONGO（メンバーだったユースケ・サンタマリアは後継番組の『MUSIC JAPAN』でも司会を務めている）がレギュラーに加わった。第2シーズンのエンディングテーマは、WILD STYLE「とまどいを断ち切って」ほか。
1995年1月5日から1月7日まで未明（深夜）枠にて『ポップジャム・ベストセレクション』と題した総集編が3回に亘り放送された。

### レギュラーシリーズ（第1期）

#### 第3シーズン
森口博子時代、1995 - 1998年。
第3シーズンより、単発番組から週1回のレギュラー番組に昇格。放送時間は単発時代の60分より35分に短縮され、収録も放送2回分となる。番組タイトルも『ポップジャム』で統一。
司会の森口は前年から続投、1998年3月まで4年間務めた。
森口司会末期の1997年4月 - 1998年3月のオープニング・エンディングアニメーション映像はアニメーターの笹原和也が手がけた。
レギュラー初放送となった1995年4月7日の放送でaccessがテレビを通じて活動休止を発表。これには事前に打ち合わせした森口曰く、収録終了後、NHKホールにいたaccessのファンの多くが泣き出すハプニングがあった。

##### 第3シーズンのオープニング・エンディングテーマ
レギュラー化に伴って、期間ごとに異なるオープニング・エンディングテーマ曲が採用されるようになる。第3シーズンでは以下の曲が使用された。
| 年度     | 期間              | オープニング                          | エンディング                                                |
| -------- | ----------------- | ------------------------------------- | ----------------------------------------------------------- |
| 1995年度 | 1995年4月 - 6月   | 東京スカパラダイスオーケストラ「JAM」 | 奥田民生「コーヒー」                                        |
| 1995年度 | 1995年7月 - 9月   | 東京スカパラダイスオーケストラ「JAM」 | 今井美樹「Ruby」                                            |
| 1995年度 | 1995年10月 - 12月 | JUDY AND MARY「ドキドキ」             | 石田裕「ハピネス」                                          |
| 1995年度 | 1996年1月 - 3月   | SIAM SHADE「TIME'S (Single Version)」 | THE YELLOW MONKEY「JAM」                                    |
| 1996年度 | 1996年4月 - 6月   | 電気グルーヴ「誰だ!」                 | 奥田民生「103」                                             |
| 1996年度 | 1996年7月 - 9月   | 佐野元春「ヤァ!ソウルボーイ」         | コーネリアス＆和田弘とマヒナスターズ「WORLD'S END HUMMING」 |
| 1996年度 | 1996年10月 - 12月 | 吉川晃司「SHADOW BEAT」               | GLAY「a Boy〜ずっと忘れない〜」                             |
| 1996年度 | 1997年1月 - 3月   | ウルフルズ「それが答えだ!」           | エレファントカシマシ「明日に向って走れ」                    |
| 1997年度 | 1997年4月 - 6月   | カジヒデキ「たまごの中の欲望」        | LINDBERG「Suger Flee」                                      |
| 1997年度 | 1997年7月 - 9月   | 河村隆一「BEAT」                      | 藤井フミヤ「ALIVE」                                         |
| 1997年度 | 1997年10月 - 12月 | T.M.Revolution「WHITE BREATH」        | スガシカオ「愛について」                                    |
| 1997年度 | 1998年1月 - 3月   | ORIGINAL LOVE「ディア・ベイビー」     | THE YELLOW MONKEY「球根」                                   |

#### 第4シーズン
爆笑問題・柘植恵水時代、1998 - 2000年。
司会者を単独制から複数制に変更。お笑いコンビ・爆笑問題と柘植恵水アナウンサーを起用。初めてNHKアナウンサーが司会に起用された。なお、爆笑問題がNHKの音楽番組で司会を担当するのは『メガロックショー』（1991年度、1991年4月 - 1992年3月）以来6年ぶりのことであった。
2年目の1999年から全国各地での公開収録が始まり、札幌、北九州、大阪でそれぞれ行われた。

##### 第4シーズンの主な出来事
- 1998年10月24日の放送回では、爆笑問題の二人が敬愛するサザンオールスターズが第4シーズンに初出演。「LOVE AFFAIR 〜秘密のデート」「PARADISE」を披露。前者では桑田佳祐の計らいで爆笑問題もステージに上げられ、間奏のコーラス部分を共に合唱した。なお、サザンは第3シーズンにも3回出演している。
- 1999年3月20日の放送回には当初安室奈美恵も出演していたが、3日前の17日に沖縄で発生した実母殺害事件に配慮し、安室の出演部分をカットし、23:32までに短縮して放送された[注 15]。
- 1999年4月19日、L'Arc〜en〜Cielが収録の途中で帰ってしまう通称『ポップジャム事件』が発生。（詳細は『L'Arc〜en〜Ciel#L'Arc〜en〜Cielと『ヴィジュアル系』』を参照）
- 2000年1月29日の放送回では、サザンオールスターズがリリースしたばかりの「TSUNAMI」とカップリング曲の「通りゃんせ」を引っ提げて出演。トークコーナーでは爆笑問題と共に「私の世紀末カルテ」の替え歌を田中、太田、そして桑田の順番で歌っている。結果的にサザンの本番組への出演はこれが最後となっている。
- 2000年3月の爆笑問題・柘植司会の最終回のゲストに、この年の春にいったん活動休止するSPEEDが登場した。

##### 第4シーズンのオープニング・エンディングテーマ
第4シーズンでは、以下のオープニング・エンディング曲が使用された。
| 年度     | 期間                   | オープニング                   | エンディング                                                      |
| -------- | ---------------------- | ------------------------------ | ----------------------------------------------------------------- |
| 1998年度 | 1998年4月 - 6月        | LUNA SEA「STORM」              | 黒沢健一「WONDERING」                                             |
| 1998年度 | 1998年7月-9月          | JUDY AND MARY 「ステキなうた」 | 相川七瀬「眠れない夜」                                            |
| 1998年度 | 1998年10月 - 1999年3月 | BLANKEY JET CITY「SWEET DAYS」 | 10月 - 12月：CASCADE 「cuckoo」 1月 - 3月：山崎まさよし「ドミノ」 |
| 1999年度 | 1999年4月・5月         | 番組オリジナル                 | ZEPPET STORE「もっともっと」                                      |
| 1999年度 | 1999年6月・7月         | 番組オリジナル                 | SURFACE「なあなあ」                                               |
| 1999年度 | 1999年8月・9月         | 番組オリジナル                 | the brilliant green「CALL MY NAME (JAPANESE VERSION)」            |
| 1999年度 | 1999年10月 - 12月      | 番組オリジナル                 | Hysteric Blue「ふたりぼっち」                                     |
| 1999年度 | 2000年1月 - 3月        | 番組オリジナル                 | THE YELLOW MONKEY「バラ色の日々」                                 |

#### 第5シーズン
堂本光一（KinKi Kids）・久保純子時代、2000 - 2002年。
第5シーズンは堂本が所属するジャニーズ事務所の所属タレントの出演も多かった。特に2001年度には、堂本がKAT-TUNやジャニーズJr.のメンバー、または大物アーティストとジョイント、ミニライブを行う企画も行われた。なお、ライジングプロダクション所属の男性グループが出演する場合は久保の単独司会となっていた。
第5シーズンの地方での公開収録は5ヶ所で行われた。
第5シーズンのオープニング・エンディングテーマは、小西康陽（2001年 OP）。

##### 第5シーズンの主な出来事
- 2000年5月13日、酒井法子が、作曲を手がけた織田哲郎と共に「碧いうさぎ」を歌唱した。
- 2000年8月5日の『POP JAM サマースペシャル 2000』では、KinKi Kidsがコンサート中のため、久保が東京スタジオでの単独司会を務めた。
- 2001年1月6日の放送で300回目を迎える。
- 同年3月の名古屋編ではプッチモニと0930のグルメ対決企画などが行われた。
- 2001年4月から半年ほど、出演アーティストが懐かしのヒット曲をアレンジして歌う「MUSIC WARP」のコーナーがあった。
- 同年6月23日、Kiroroの応援として連続テレビ小説『ちゅらさん』に出演の国仲涼子らが出演、Kiroroは同ドラマの主題歌「Best Friend」を歌唱。
- 同年10月13日より、アーティストの肺活量を調べる「肺活量グランプリ」なる企画が登場。
- 堂本司会の最終回となった2002年3月9日[注 19]には、1995年の第3シーズン初回出演時に活動休止を宣言したaccessが7年ぶりにPJに登場、「EDGE」を熱唱した。

#### 第6シーズン
優香・高市佳明時代、2002 - 2003年。
2002年3月23日、新たに優香と高市佳明アナウンサーを司会に迎え『ポップジャム スペシャルプロローグ』と題した特別番組を放送。globe、ウルフルズ、岡本真夜、キンモクセイらが出演した。注目・期待のアーティストを紹介する「ブレイクレーダー」がスタート。優香がアーティストの素顔に迫る「優香のBack Stage Jam」のコーナーが新設される。このシーズンでの地方公開収録はなし。
2003年2月8日、10周年記念特番として『生放送!黄金の10周年!』を大阪城ホールより生放送（19:30 - 21:00）。このときの司会に優香・高市に加え藤井隆が参加。歴代司会者が登場する企画や、PJで披露された曲、セッション企画、初登場シーンを振り返る企画が行われた。2月15日には前週未放送部分を加えた完全版として放送された。
高市が別番組へ異動したため、第6シーズンは1年で幕。
オープニングテーマは1年間オリジナルのものを使用。また、エンディングテーマは以下の楽曲が使用された。
- 2002年4月 - 6月：globe「ひとりごと」
- 7月 - 9月、10月 - 12月：麻波25「A HAPPY DAY」
- 2003年1月 - 3月：ポルノグラフィティ「ワールド☆サタデーグラフティ」

#### 第7シーズン
つんく♂・優香・高山哲哉時代、2003 - 2005年。
第6シーズンの司会者のうち優香が続投のほか、新司会者にシャ乱Qのつんく♂と高山哲哉アナウンサーを迎え3人で司会を担当というスタイルとなった。
また、第7シーズンからはブレイクレーダーが「ブレイクレーダーNEO」にバージョンアップした他、新たに地方人材発掘企画として「つんく♂のエンタメ情報局」なる企画も登場した。エンディングで、出演アーティストに毎回質問を出し、フリップに回答を書いてもらうのが慣例となった。
2004年5月より、アーティスト1組に焦点を当てて特集する新スピンオフ企画『PJ PURE SIDE（ポップジャム・ピュア・サイド）』がスタート。第1回目は175Rを特集（2004年5月14日放送）。以後、東京事変編（2005年6月24日放送）まで2回制作されたのみだった。
第7シーズンの地方での公開収録は4ヶ所で行われた。

##### 第7シーズンのエンディングテーマ
エンディングテーマは「ブレイクレーダーNEO」で最高得票を獲得したアーティストの曲が翌週から流れる方式となった。得票数が更新されるごとに変更されていた。

#### 第8シーズン
西川貴教・アンジャッシュ・村上由利子時代、2005 - 2006年。
トーク部分が通常のNHKホールでの収録とは別録りとなった。たいてい1 - 2組のアーティストがこのトーク部分に出演するため、これによりNHKホール収録は歌中心となった。
第8シーズンのオープニング・エンディングテーマは、いきものがかり。EDは、 ユンナ「ほうき星」、など。

##### 第8シーズンの主な出来事
- 2005年5月27日放送分に、ブレイクレーダーハッスルスペシャルで大会委員長を務めた小川直也が歌手として出演。岩佐真悠子とのデュエットで「勝手に侵略者」を歌った。
- 同年10月14日の放送で、高橋名人が「project430 meets 高橋名人」として出演し、「スターソルジャーのテーマ」を披露。懐かしの16連射も久々に見られた。
- 同年12月9日は出演者をロック系のアーティストやグループに限定し『ROCK JAM』と題した特別企画を放送。グループ魂、中ノ森BANDらが出演した。
- 2006年1月13日は「西川貴教 ソロ10周年記念バスツアー」と題した企画を放送[注 23]。

### レギュラーシリーズ（第2期）
安めぐみナビゲーター時代。

#### POP JAM DX（第9シーズン）
2006年5月 - 7月。
ポップジャム第9シーズンとなるこの『POP JAM DX』（以下『DX』）は、1995年以来11年ぶりの単発化であった。2006年5月1日（月曜日）より「新生NHK」の一環の新枠『プレミアム10』（月曜22:00 - 23:30）内の企画として、不定期での放送となり、放送時間も最長の90分となった。NHKホールでのライブ収録はBS2で放送中の『サンデーヤングミュージック ミュージック・エクスプレス』（日曜18:00 - 18:50、不定期）と併録となった。基本的にはこれまでと同様NHKホールで収録。また、DXからは一部NHKスタジオでの収録となった。当初の放送予定は年8回のペースを予定していたが、実際には3回のみとなった。従来の番組内容とは一新。ドキュメンタリー色が強くなった。
収録時のホール司会は河辺千恵子と高山哲哉が務めていたが、ここでは基本的に司会者を置かず、放送に登場するのはナビゲーターの安めぐみだけであった。出演者は基本的に『ミュージック・エクスプレス』と同じアーティストが一部出演。『DX』のみ出演のアーティストも数組というスタンスとなった。
『DX』では新コーナーとして、東京発の音楽、ムーヴメントを映像で紹介する「東京.NOW(トーキョードットナウ)」、渋谷で行われているライブを紹介する「Live in Shibuya」が登場。第10シーズンまで継続された。ナレーションは山寺宏一が引き続き担当のほか、松本まりかが新たに参加。『DX』からオープニングアニメーションを吉浦康裕が担当。テーマ曲にはニュー・オーダーの「リグレット」を使用。
新たにポッドキャスティングによる展開を開始、最終シーズン終了まで1年間に亘って実施された。

#### POP JAM（第10シーズン）
2006年9月 - 2007年3月。ナビゲーターの安めぐみは『DX』から続投。
レギュラーシリーズ第2期目は、2006年3月以来半年ぶりのレギュラー復帰となる第10シーズン目である。2006年9月15日より、毎週金曜日深夜（土曜日未明）0:30 - 1:00の枠で放送開始。特番時代のタイトルから『DX』が取れ『POP JAM』（ポップジャム）となった。ただし、前回のレギュラー（40分）から時間が短くなり、1993年の番組開始以来最短の30分となった。番組史上最短の放送時間は同年12月1日の20分である。
NHKホールでの収録は引き続き『ミュージック・エクスプレス』（BS2）との併録ではあるが『POP JAM』は放送3回分の収録となった。
松本まりかが引き続きナレーションを担当のほか、2003年から2年間司会を担当し、『ミュージック・エクスプレス』司会の高山が不定期でナレーションとして参加した。前作『DX』からの流れで、ドキュメンタリー色の強い番組となり、またアーティストの演奏部分についてはNHKホール収録部分を極力減らし、NHKスタジオでの別収録部分が新たに加わる形となった。吉浦康裕によるオープニングアニメーションを引き続き使用。

##### 第10シーズンの主な出来事
- 新装後初のNHKホールでの収録は2006年8月28日に行われた[注 31][注 32]
- 9月29日放送には、NHKのアナウンサー6人で構成したバンド「ことばおじさんとアナウンサーズ[注 33]が出演し、「これってホメことば?」を熱唱した[注 34]。
- 10月6日放送分では、病気療養中の忌野清志郎[注 35]の一日も早い回復を願って、忌野のこれまでの足跡を特集した。忌野がポップジャムに出演した時の映像も数本ほど放送された[注 36]。
- 10月2日にはNHK大阪ホール5周年記念として『ミュージック・エクスプレス』との併録による公開収録が行われた[注 37]。
- 11月3日の放送では、ナビゲーターのため普段トークをしない安めぐみが、リリー・フランキーとのユニット「リリメグ」として、初めて歌手として登場した。
- 11月24日の放送では、安が大ファンであるザ・コレクターズが登場し、初めてトークを行った。
- 2007年2月9日放送ではBO GUMBOSの栄光の足跡を紹介[注 38]。
- 3月2日、9日の放送は『爆笑オンエアバトル』（セミファイナル）の放送時間拡大（0:00 - 0:59）により、1:00のNHKニュースのあと1:10 - 1:40の放送となった。

### 最終回スペシャル
2007年3月16日深夜（17日未明）に最終回スペシャルが放送され、1993年4月から放送開始した『ポップジャムシリーズ』は14年の歴史に幕を閉じた。
- 放送時間：2007年3月16日（17日未明）深夜0:00 - 0:59（再放送：3月26日深夜（27日未明）3:25 - 4:30）
- 司会：西川貴教、安めぐみ、高山哲哉アナウンサー

PJ最終回は同年3月5日にNHKホールで収録が行われ、第8シーズンの司会も務めたT.M.Revolution（西川貴教）をはじめL'Arc〜en〜Ciel、TRF、GLAY、ゴスペラーズ、浜崎あゆみ、いきものがかりらが出演。最終回のNHKホール司会は安と高山が担当。このほか、TRFのDJ KOOがDJプレイを披露した。
NHKホール以外にも、スタジオで司会者と出演アーティストによるトークを展開し、PJ出演時のVTRを見たり、当時の思い出等を語った。また、森口博子、爆笑問題といった歴代司会者も登場し、番組の思い出を語った。なお、浜崎は別収録で、インタビュー映像のほか、最新曲『No way to say』をそれぞれ紹介された。
なお、PJ最後の演奏となったT.M.Revolutionのメドレーの後、西川が音頭を取り最後のタイトルコール『ポップ、ジャムッ!!』の唱和と同時にキャノン砲から発射された紙テープと紙吹雪がホール全体に舞い、盛大な終幕を飾った。
また、番組の最後の10分間は「POP JAM REPRISE」（ポップジャム・リプライズ）と題した特別企画があり、PJに縁のあるアーティストとして安室奈美恵が登場、本人のトークと2曲がスタジオで披露された。
なお、本編（50分）と「POP JAM REPRISE」の映像切り替えの合間には、4月新番組『MUSIC JAPAN』の告知を兼ね「PJからMJへ」として「PJ」のロゴが「MJ」に変わる映像が放送された。

## 主なコーナー
ポップジャムでは番組内で数々の企画が展開された。以下はその主な一例。
- MUSIC WARP（第5シーズン）
出演アーティストが懐かしのヒット曲を歌うコーナー。
- POPJAM SUPERSTAGE（第5シーズン）
堂本光一がジャニーズJr.らとミニライブを行う。
- PJ NEXT BRAKER→PJ BRIGHTEST HOPE
ブレイクレーダーの祖にあたる新人アーティスト発掘コーナー。
- ブレイクレーダー（第6シーズン）→ブレイクレーダーNEO（第7 - 8シーズン）
#ブレイクレーダーを参照。
- 優香のBack Stage Jam（第6 - 7シーズン）
優香がアーティストの素顔に迫る。
- PJ EXPRESS（第6シーズン後期）
- つんく♂のエンタメ塾・情報局（第7シーズン）
つんく♂司会時代の2003年、「つんく♂のエンタメ塾」のタイトルで、つんく♂のプロデューサーとしての手腕を生かし、全国各地から才能あふれる若いエンターテイナーを発掘するコーナーとして登場。毎回、視聴者の情報をもとに高山アナが現地へ出向きリポート。また投稿ビデオなども紹介。2004年より「つんく♂のエンタメ情報局」に改題、主に地域限定アイドル“ロコドル”を取り上げるなど、地方での人材発掘も積極的だった。
- 教えて、○○[注 42]！3000人に聞きました
第7シーズンで不定期に行われた企画で、NHKホール来場の3000人からの質問にアーティストが答えるというものだった。
- PJ LIVE+（第7シーズン、2004年4 - 10月）→PJ LIVE GOLD（第7 - 8シーズン）
- 東京.NOW（第9・10シーズン）
PJ末期の企画。東京で生まれている音楽、ヴィジュアルを、アーティストなどのインタビューを交えながら徹底分析して紹介するものだった[注 43]。
- Live in Shibuya（第9・10シーズン）
PJ末期の企画。渋谷で行われているライブを紹介するコーナー。このコーナーは次番組『MUSIC JAPAN』の初期まで継続された。

## ブレイクレーダー
2002年4月6日「ポップジャムブレイクレーダー」として、今後注目されるアーティストが登場し、ブレイクするかどうかをNHKホールの観客に投票してもらうコーナーが登場。2003年4月からは「ブレイクレーダーNEO」とタイトルを変更。その後「ブレイクレーダー」に再変更し、2006年3月3日放送分まで4年間続いた。
このコーナーから、さまざまなアーティストがブレイクを果たした。出場者は実力派から、人気アイドル、お笑い、さらには企画ユニットまで、幅広い分野にわたって領域が広く、女性タレントやお笑い芸人からも人気者が歌手として参加した。また、mihimaru GTなど、1回目に敗退して後に再挑戦したアーティストも多い。
システムは、2002年度は筆記式で投票箱に入れる方式だったが、2003年4月より「ブレイクレーダーNEO」と改題されたのに伴い、システムも機械式のものに変更。「レーダー君」と呼ばれる赤外線を放射するロボットに、観覧者が赤い団扇で反射させ、ブレイクするかどうかを判定。また「NEO」では高山哲哉アナの「照明さん、暗転!」の掛け声も名物のひとつとなった。
2003年以降、コーナー集計得点1位のアーティストは番組でエンディングテーマとしても流れるほか、4週連続勝ち抜いたアーティストは再度、番組出演できるという権利が与えられる方式となった。2004年度までブレイクレーダーには毎回2組のアーティストが登場していたが、2005年からは1組となり、得票数が80%を超えた場合は抽選会があり、主な賞品は番組エンディングテーマなどだが、特賞としてNHK紅白歌合戦の出場権などもあった。
ブレイクレーダーの最高得票は、平川地一丁目が記録した97.5%。最低得票は、秘密博士とエンペラーズの14.1%。
2003年11月8日の放送では、いつものブレイクレーダーNEOを変更し、ダンディ坂野対はなわによる「平成の歌う爆笑キング決定戦!」を開催。
2004年6月18日放送において、集計マシン『レーダー君』の誤作動により、不正確な数字を表示するというミスがあった。NHKでは後日、その集計を無効としているが、その後Bean Bagは9月10日放送でブレイクレーダーNEOに再度出演、82.3%という高い支持得点を獲得、5週勝ち抜いた。また、安良城は10月22日放送に出演し、70.6%という高い得点を出したが、同日出演のTRIPLANEに83.3%という得点を記録され敗れた。
今後の音楽界を担う若手アーティストがNHKホールに集結し、ブレイクするかを競うスペシャル企画として「ブレイクレーダーNEOまつり ハッスルスペシャル」が2004年10月8日と2005年1月14日の2回開催された。『ハッスル』のタイトル通り、大会委員長はキャプテン・ハッスルこと格闘家の小川直也。審査員長は小川で、また優香が審査員を務めたほか、第1回では後浦なつみ、第2回では波田陽区が特別審査員で参加した。また、グランプリ獲得者以外にも、特別審査員から各1組ずつハッスル特別賞と称した特別賞も出ている。各2回とも、6組ずつが出場した。
| 順位 | アーティスト名         | 得票  | 備考                                                                                    |
| ---- | ---------------------- | ----- | --------------------------------------------------------------------------------------- |
| ☆GP  | スムルース             | 87.5% |                                                                                         |
| 2    | Meyou                  | 76.5% | ハッスル特別賞                                                                          |
| 3    | HUNGRY DAYS            | 59.3% | 前年度「全国バンドコンテスト」優勝。                                                    |
| 4    | 伊禮麻乃               | 58.8% | 高校時代の級友であるRYO（ORANGE RANGE）より応援コメント。                               |
| 5    | Hi-Timez               | 56.0% |                                                                                         |
| 6    | 秘密博士とエンペラーズ | 14.1% | ブレイクレーダー史上最低得票率を記録。 横山剣（クレイジーケンバンド）より応援コメント。 |

| 順位 | アーティスト名   | 得票  | 備考                                                 |
| ---- | ---------------- | ----- | ---------------------------------------------------- |
| ☆GP  | マシコタツロウ   | 87.4% | 一青窈作品を多く手がける。一青本人からコメントあり。 |
| 2    | えちうら         | 78.2% |                                                      |
| 3    | JINDOU           | 72.4% |                                                      |
| 4    | ペーソス         | 66.2% | 特別賞 全出場者中最年長の平均年齢50歳オーバー。      |
| 5    | ティンクティンク | 51.0% |                                                      |
| 6    | 嘉陽愛子         | 44.0% |                                                      |

## スペシャル番組

### ポップジャムとしてのスペシャル
ポップジャムとしても毎年、夏季やクリスマスなどに大型スペシャルが放送されていた。
- POP JAMサマースペシャル
  - 1993年 - 2002年まで毎年8月の夏季特番集中編成時に75分 - 105分の枠で放送されていた[注 59]。
  - 2000年以降
    - 2000年8月5日 - 出演：L'Arc〜en〜Ciel、小柳ゆき、DA PUMP、T.M.Revolution、安室奈美恵、鈴木あみ（現・鈴木亜美）、JUDY AND MARY、MAX、モーニング娘。、T&Cボンバー、ココナッツ娘。、KinKi Kids
    - 2001年8月25日 - 出演：モーニング娘。、KinKi Kids、安室奈美恵、CHAGE&ASKA、GLAY、矢井田瞳、19
    - 2002年8月24日 - 出演：松浦亜弥、BoA、ZONE、Voices of KOREA/JAPAN、Earth Harmony、島谷ひとみ、KAT-TUN、RAG FAIR、後藤真希、DA PUMP、福耳、上戸彩、THE ALFEE
- POP JAMクリスマススペシャル
1995年 - 2002年のクリスマス前後（12月19日 - 12月25日）に放送された。
  - 2000年以降
    - 2000年12月23日 - 出演：小柳ゆき、モーニング娘。、ポルノグラフィティ、hiro、鈴木あみ、19、安室奈美恵、花*花、浜崎あゆみ、KinKi Kids（出演順）
    - 2001年12月22日 - 出演：モーニング娘。、CHEMISTRY、浜崎あゆみ、KinKi Kids、平井堅、KIYOSHI、DA PUMP、松田聖子（Gacktと共演） （出演順）
    - 2002年12月21日 - 出演：モーニング娘。、w-inds.、DA PUMP、BoA、ゴスペラーズ、CHEMISTRY、SOPHIA、河村隆一、T.M.Revolution、Every Little Thing（出演順）
- POP JAM SP〜生放送！黄金の10周年〜
2003年2月8日 19:30 - 21:00[注 60]、大阪城ホールから生放送。
  - 司会：藤井隆、優香、高市佳明アナウンサー
  - 出演：モーニング娘。、w-inds、ZONE、安室奈美恵、宇多田ヒカル、BoA、島谷ひとみ、ポルノグラフィティ、氷川きよし、加藤茶、平井堅、矢井田瞳、ロードオブメジャー、DA PUMP、ゴスペラーズ（出演順）
- POP JAMバレンタインSP in幕張
2004年2月14日 19:30 - 21:00[注 61]、幕張メッセイベントホールから生放送。
  - 出演：西城秀樹、松浦亜弥、ORANGE RANGE、EXILE、ZONE、ダンディ坂野、はなわ、テツandトモ、CHEMISTRY、後藤真希、w-inds、DA PUMP、氷川きよし、まこと、一青窈、175R、Tommy february6、Every Little Thing、T.M.Revolution（出演順）
  - ゲスト：志村けん
- POP JAM SP in 神戸
2005年2月5日 19:30 - 21:00、神戸ワールド記念ホールから生放送。
  - 出演：ORANGE RANGE、BoA、L'Arc〜en〜Ciel、CHEMISTRY、w-inds、大塚愛、氷川きよし、イ・ジョンヒョン、ZONE、nobodyknows+、ガガガSP、ゴスペラーズ、T.M.Revolution、松浦亜弥[注 62]（出演順）

### スピンオフ企画
ポップジャムでは通常版以外にもスピンオフ企画として、さまざまなアーティストに密着したドキュメント企画や、アーティストの「個」の部分を生かしたスペシャル番組などが放送された。

## スタッフ
- ナレーション：山寺宏一（1993年4月 - 2006年7月）、松本まりか（2006年5月 - 2007年3月）
- 構成：関秀章、井上知幸、山内浩嗣
- プロデューサー：石原真 （制作統括、2005年7月 - 2007年3月）
- 制作・著作：NHK

## その他
- 番組終了から11年後の2018年3月2日にNHK大阪放送局制作・近畿2府4県で放送された『第48回NHK上方漫才コンテスト』に出場し優勝した漫才コンビのアインシュタインが、お笑いナタリーでの事前インタビューにて「優勝してNHKでやってみたい、ぜひ出てみたいという番組は?」との質問に対し、「ポップジャムに出たい」と答えていた[5]。